# Darren Sutherland
Pour les articles homonymes, voir Sutherland.
Darren John Sutherland est un boxeur irlandais né le 18 avril 1982 et mort le 14 septembre 2009.
Sa carrière amateur a été couronnée par une médaille de bronze dans la catégorie poids moyens aux Jeux olympiques de 2008 à Pékin.

## Carrière
Sutherland a représenté ABC Saint-Sauveur à Dublin et a remporté le titre senior à Leinster en 2005, 2006 et 2007. Il a fait face à Darren O'Neill dans l'ensemble de ses finales nationales remportant le titre All-Ireland 2006, 2007 et 2008. Aux championnats du monde 2007, il a été battu par Alfonso Blanco, qui allait remporter un peu plus tard la médaille d'argent. Il s'est également classé au troisième rang européen dans la division des poids moyens.
Lors du premier tournoi de qualification olympique, il perd face au gaucher anglais James DeGale (22 points à 23) mais se qualifie en remportant une médaille d'or lors du deuxième tournoi organisé pour la zone Europe. En finale, il s'impose face à Jean Mickael Raymond. Sutherland atteint les demi-finales de ce tournoi olympique 2008. Battu à nouveau par James DeGale 10-3 à ce stade de la compétition, il remporte néanmoins la médaille de bronze. Sutherland a annoncé que c'était là son dernier combat de boxe amateur.

## Décès
Le 14 septembre 2009, Darren John Sutherland a été retrouvé mort à son domicile à Bromley, dans le Kent, par son manager,.